# Judô nos Jogos Sul-Americanos de 2018
As competições de judô nos Jogos Sul-Americanos de 2018 ocorreram entre 27 e 30 de maio em um total de 14 eventos. As competições aconteceram no Coliseo José Villazón, localizado em Cochabamba, Bolívia.

## Calendário
| Maio / Junho | 26 | 27 | 28 | 29 | 30 | 31 | 1 | 2 | 3 | 4 | 5 | 6 | 7 | 8 |
| ------------ | -- | -- | -- | -- | -- | -- | - | - | - | - | - | - | - | - |
| Judô         |    | 4  | 4  | 4  | 2  |    |   |   |   |   |   |   |   |   |

|  | Dia de competição |  | Dia de final |

## Medalhistas

### Masculino
| Evento                  | Ouro                           | Prata                            | Bronze                                                       |
| ----------------------- | ------------------------------ | -------------------------------- | ------------------------------------------------------------ |
| Até 60 kg detalhes      | Lenin Preciado ECU Equador     | Robson Penna BRA Brasil          | Hugo Vera Araya CHI ChileDilmer Calle PER Peru               |
| Até 66 kg detalhes      | Michael Marcelino BRA Brasil   | Ricardo Valderrama VEN Venezuela | David Prestes URU UruguaiSebastián Pérez Millacura CHI Chile |
| Até 73 kg detalhes      | Humberto Wong PER Peru         | David Lima BRA Brasil            | Leider Navarro COL ColômbiaSergio Mattey VEN Venezuela       |
| Até 81 kg detalhes      | Luis Manuel Vega ARG Argentina | Noel Peña VEN Venezuela          | Tiago Pinho BRA BrasilLuis Ángeles PER Peru                  |
| Até 90 kg detalhes      | Roberto Galarreta PER Peru     | Giovani Ferreira BRA Brasil      | Alexis Duarte ARG ArgentinaFrancisco Balanta COL Colômbia    |
| Até 100 kg detalhes     | Leonardo Gonçalves BRA Brasil  | Pablo Aprahamian URU Uruguai     | Thomas Briceño CHI ChileFrank Alvarado PER Peru              |
| Mais de 100 kg detalhes | Freddy Figueroa ECU Equador    | Pedro Pineda VEN Venezuela       | João Marcos da Silva BRA BrasilHéctor Campos ARG Argentina   |

### Feminino
| Evento                 | Ouro                              | Prata                             | Bronze                                                          |
| ---------------------- | --------------------------------- | --------------------------------- | --------------------------------------------------------------- |
| Até 48 kg detalhes     | Luz Álvarez COL Colômbia          | Ingrid Perafán ARG Argentina      | Mary Vargas CHI ChileLarissa Farias BRA Brasil                  |
| Até 52 kg detalhes     | Larissa Pimenta BRA Brasil        | Thalía Gamarra PER Peru           | Kristine Jiménez PAN PanamáAyelén Elizeche ARG Argentina        |
| Até 57 kg detalhes     | Yadinys Amaris COL Colômbia       | Wisneybi Machado VEN Venezuela    | Micaela Hernández CHI ChileGabrielle Gonzaga BRA Brasil         |
| Até 63 kg detalhes     | Anrriquelys Barrios VEN Venezuela | Gabriella Moraes BRA Brasil       | Estefanía García ECU EquadorVirginia Laffeuillade ARG Argentina |
| Até 70 kg detalhes     | Yuri Alvear COL Colômbia          | Noelys Peña VEN Venezuela         | Bruna da Silva BRA BrasilCamila Figueroa PER Peru               |
| Até 78 kg detalhes     | Vanessa Chalá ECU Equador         | Laislaine Rocha BRA Brasil        | Jacqueline Usnayo CHI ChileKaren León VEN Venezuela             |
| Mais de 78 kg detalhes | Luiza Cruz BRA Brasil             | Mariannys Hernández VEN Venezuela | Elizabeth Álvarez ARG Argentina                                 |

## Quadro de medalhas
| Ordem | País          | Medalha de ouro | Medalha de prata | Medalha de bronze | Total | Ordem por total |
| ----- | ------------- | --------------- | ---------------- | ----------------- | ----- | --------------- |
| 1     | BRA Brasil    | 4               | 5                | 5                 | 14    | 1               |
| 2     | COL Colômbia  | 3               |                  | 2                 | 5     | 6               |
| 3     | ECU Equador   | 3               |                  | 1                 | 4     | 7               |
| 4     | PER Peru      | 2               | 1                | 4                 | 7     | 3               |
| 5     | VEN Venezuela | 1               | 6                | 2                 | 9     | 2               |
| 6     | ARG Argentina | 1               | 1                | 5                 | 7     | 3               |
| 7     | URU Uruguai   |                 | 1                | 1                 | 2     | 8               |
| 8     | CHI Chile     |                 |                  | 6                 | 6     | 5               |
| 9     | PAN Panamá    |                 |                  | 1                 | 1     | 9               |
| TOTAL | TOTAL         | 14              | 14               | 27                | 55    | —               |